# Appaloosa
Appaloosa é uma raça americana de cavalo, conhecida principalmente pelo padrão de sua pelagem, que por vezes lhe confere o apelido de "cavalo-pintado". Ele distingue-se pelas cores que são herança de cavalos primitivos, visto que trata-se de uma raça muito antiga, representada em pinturas rupestres datadas de até 18.000 anos a.C.
Foi na China onde este animal ganhou mais prestígio, virando artigo de luxo e apreciação pela nobreza chinesa. Porém foi na América do Norte que, através de um rígido processo de seleção e desenvolvimento de animais campeões feito pelos índios, que esses equídeos se tornaram aptos para a caça e a guerra, o que ocorreu na região de Nez Perce, no planalto do rio Columbia (o nome Appaloosa vem do Rio Palouse, que corta essa região).
A partir de 1938, com a formação do Appaloosa Horse Club, vem-se tentando melhorar a raça com cruzamentos utilizando os tipos Quarto de Milha, Puro Sangue Inglês e Árabe.

## Características

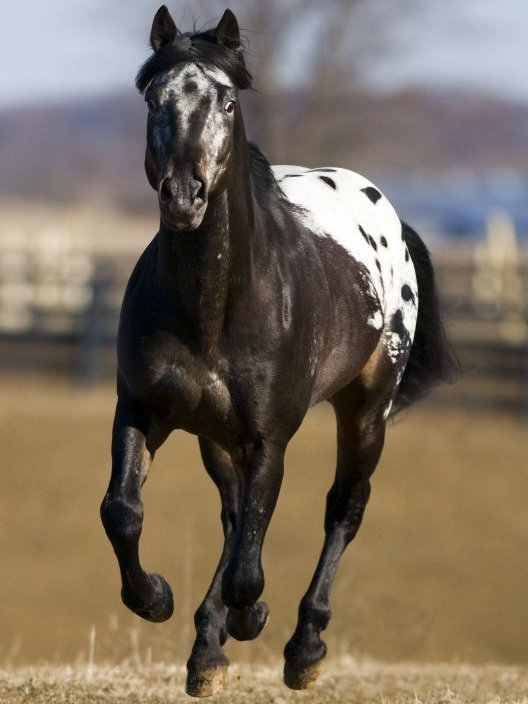

### Pelagem
Existem na base cinco pelagens diferentes no Appaloosa: leopardo, copo de neve, malhado, claro e marmóreo.
Outras características incluem:
- manchas coloridas, que geralmente são mais vivas nos machos do que nas fêmeas;
- extremidades finas e ósseas;
- crinas espessas
- raios verticais claros e escuros bem definidos no casco;
- corpo musculoso. Apto a fazer provas de velocidade e manejo com animais.

### Gerais
Os cavalos Appaloosa se caracterizam principalmente pela pelagem malhada. No entanto, essa pelagem não constituem um padrão, como se pode ver nas fotos. Alguns tem manchas coloridas geralmente mais vivas nos cavalos do que nas éguas. As principais características físicas comuns a todos são as extremidades finas e ósseas, crinas espessas, raios verticais bem nítidos nos cascos e corpo musculoso. 
Apesar de já existir a criação de cavalos Appaloosa no Brasil desde a década de 1970, no nosso país eles ainda são considerados "animais exóticos". Atualmente, segundo a Associação Brasileira de Criadores de Cavalos Appaloosa (ABCCA), há em todo o país, oficialmente, cerca de 2 mil  criadores formando um plantel de cerca de 25 mil animais. O maior número se concentra no estado de São Paulo, seguido por Paraná, Rio Grande do Sul, Goiás, Bahia e Distrito Federal. A formação do plantel veio a partir da características morfológicas da raça com base em linhagens de conformação. A seleção pelas linhagens é um processo através do qual se observa as principais características do animal que destacam suas aptidões para determinadas atividades. Na linhagem de corrida, destacam-se obviamente os cavalos mais velozes. Estes raramente são adequados para trabalhos porque costumam ser mais nervosos e apresentam mais dificuldade para aprender a realizar as tarefas. Na linhagem de trabalho, destacam-se os não tão velozes, que aprendem a realização de trabalhos com muito mais facilidade, contornando obstáculos com grande agilidade. Na linhagem de conformação, na qual os Appaloosa tem se destacado, eles são selecionados por ter como uma das principais características o biotipo do quarto de milha. 
Os quarto de milha são cavalos cujas raças começaram a se forma com a chegada dos europeus à América no século XV (anos 1600). Eles surgiram através de cruzamentos de cavalos trazidos pelos ingleses e espanhóis com cavalos criados pelos índios dos Estados Unidos. Entre estes, constam os da raça Appaloosa, com sua musculatura volumosa, relativamente bem comportados, mas nem sempre tão versáteis como os da linhagem de trabalho. Neste caso, o mais importante para definir se o potro deve seguir ou não em seu treinamento serão os tempos que ele obterá nos primeiros treinos. Segundo os especialistas, não adianta o animal ser extremamente balanceado, correto, com uma linhagem excepcional, se não apresentar um tempo muito baixo marcado no cronômetro.
Mesmo assim, segundo a ABCCA, os Appaloosa criados no Brasil tem se destacado nas linhagens de conformação. A partir do final da década de 1980, percebendo-se melhor as aptidões dos animais, houve um crescimento do interesse pelas provas funcionais. Com isto, intensificou-se a destinação dos Appaloosa como animais de competição. A primeira prova exclusiva de cavalos Appaloosa para esta finalidade aconteceu em 1987, quando começaram ocorrer oficialmente eventos como campeonatos nacionais, congressos pan-americanos, o Potro do Futuro, o Futurity Appaloosa e campeonatos regionais exclusivamente para a raça em vários estados brasileiros. 
Chega-se à conclusão, portanto, de que o appaloosa pode ser um cavalo adequado tanto para determinados trabalhos em propriedades quanto para competições. Apesar de ser um animal musculoso, é muito frágil para ser utilizado como animal de tração. Como a associação adverte, não é adequado para, por exemplo, puxar uma charrete ou uma carroça. A ABCCA orienta também sobre a importância do criador manter o histórico de seu plantel como forma de preservar seu patrimônio.